# Ciurea
Ciurea é uma comuna romena localizada no distrito de Iaşi, na região de Moldávia. A comuna possui uma área de 28.76 km² e sua população era de 10769 habitantes segundo o censo de 2007.